# Argus bleu-nacré
Lysandra coridon
Espèce
Statut de conservation UICN

 LC  : Préoccupation mineure
L’Argus bleu-nacré (Lysandra coridon) est une espèce européenne de lépidoptères (papillons) de la famille des Lycaenidae et de la sous-famille des Polyommatinae.

## Noms vernaculaires
- En français : l’Argus bleu-nacré[1].
- En anglais : Chalk-hill blue[2].
- En allemand : Silbergrüner Bläuling[2].
- En espagnol : Niña coridon[2].

## Description

### Imago
L'imago de Lysandra coridon est un petit papillon qui présente un dimorphisme sexuel, le dessus du mâle est bleu clair nacré bordé de gris aux antérieures et d'une ligne submarginale de points gris aux postérieures, celui de la femelle est marron, orné d'une ligne submarginale de points cerclés d'orange aux postérieures les deux ont leurs ailes bordées d'une frange blanche entrecoupée de fine ligne noire formant un damier blanc.
Leur revers est ocre clair suffusé de bleu, orné de points foncés cerclés de blanc et d'une ligne sub marginale de points noirs cerclés de blanc (souligné d'orange aux postérieures).

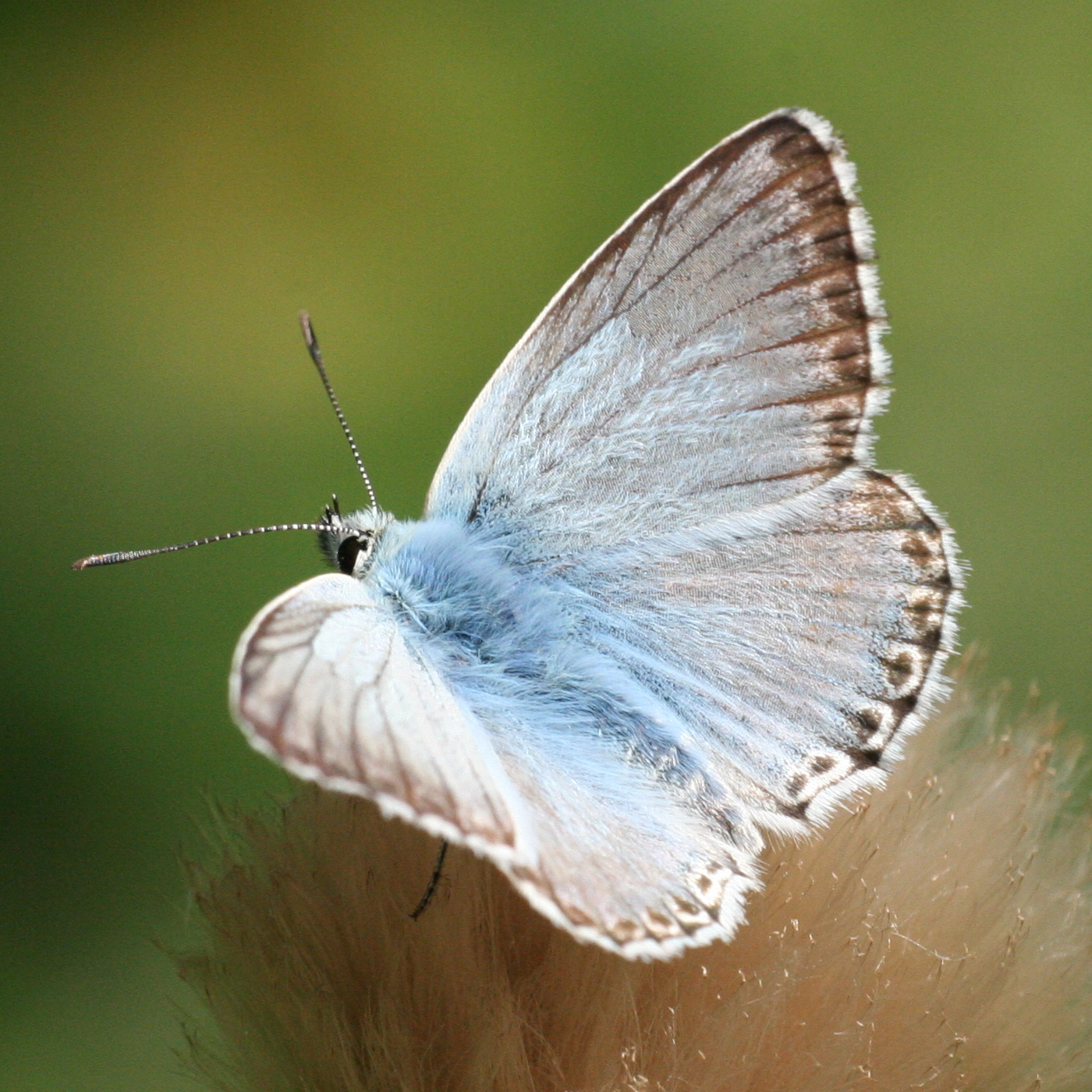
Dessus du mâle.
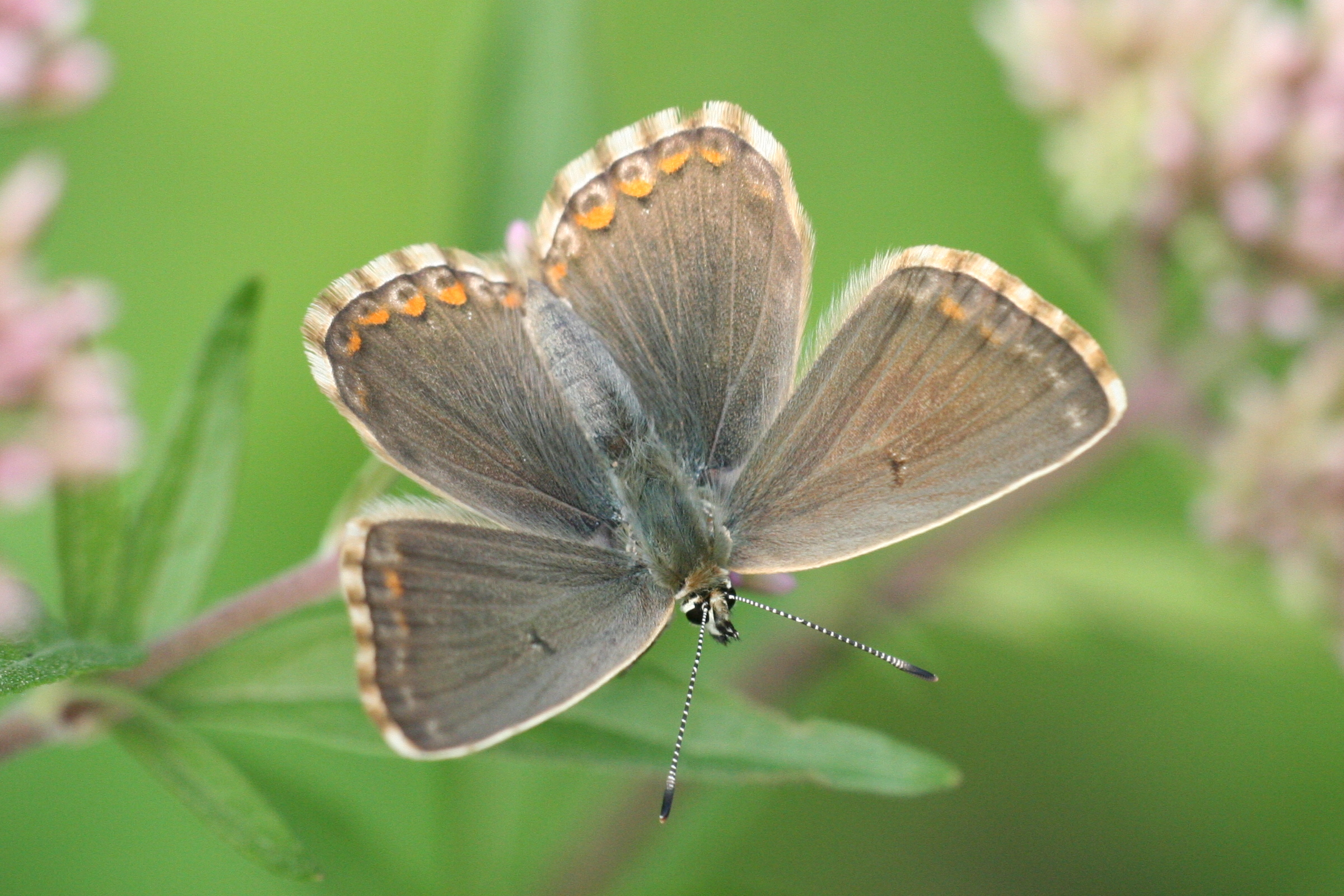
Dessus de la femelle.
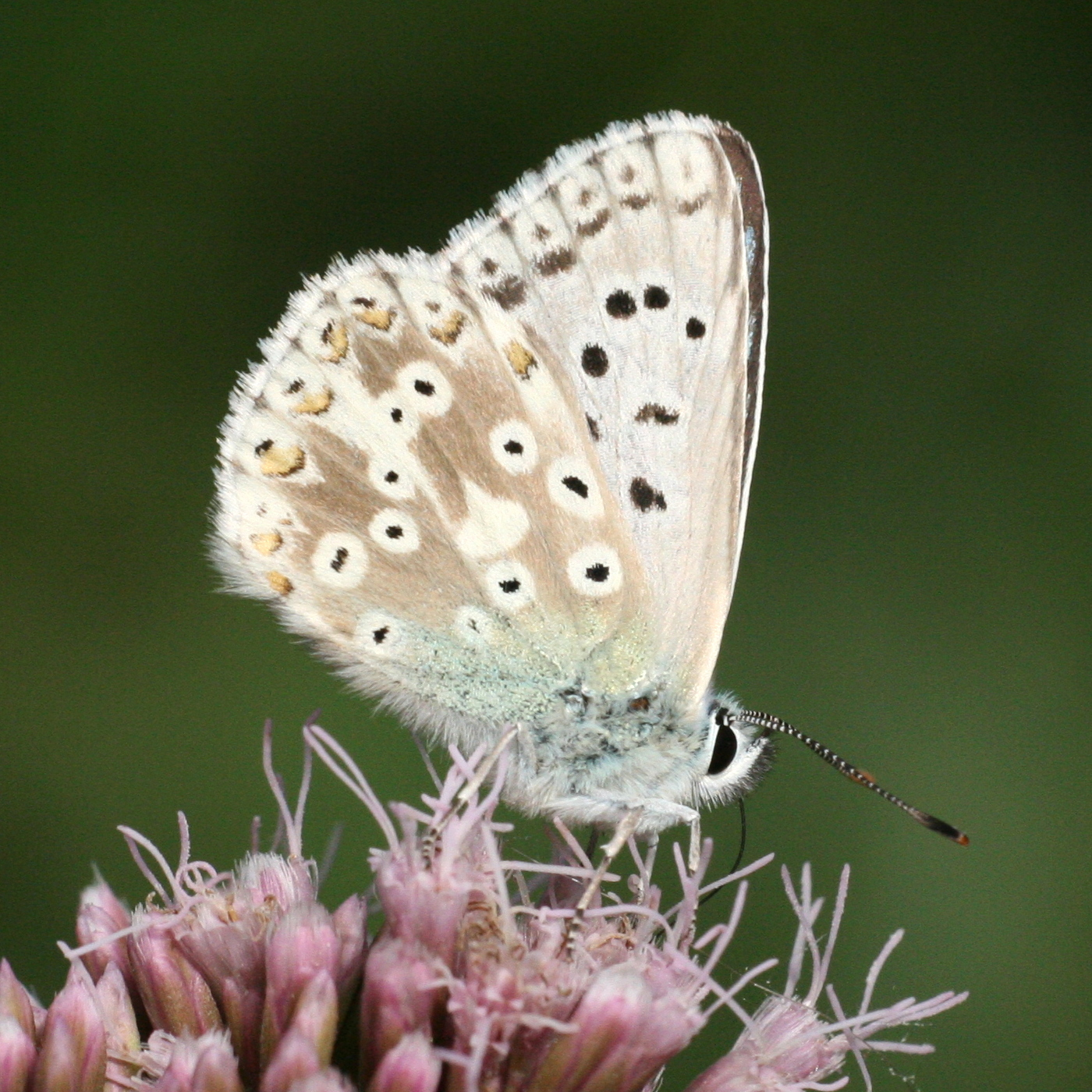
Revers du mâle.
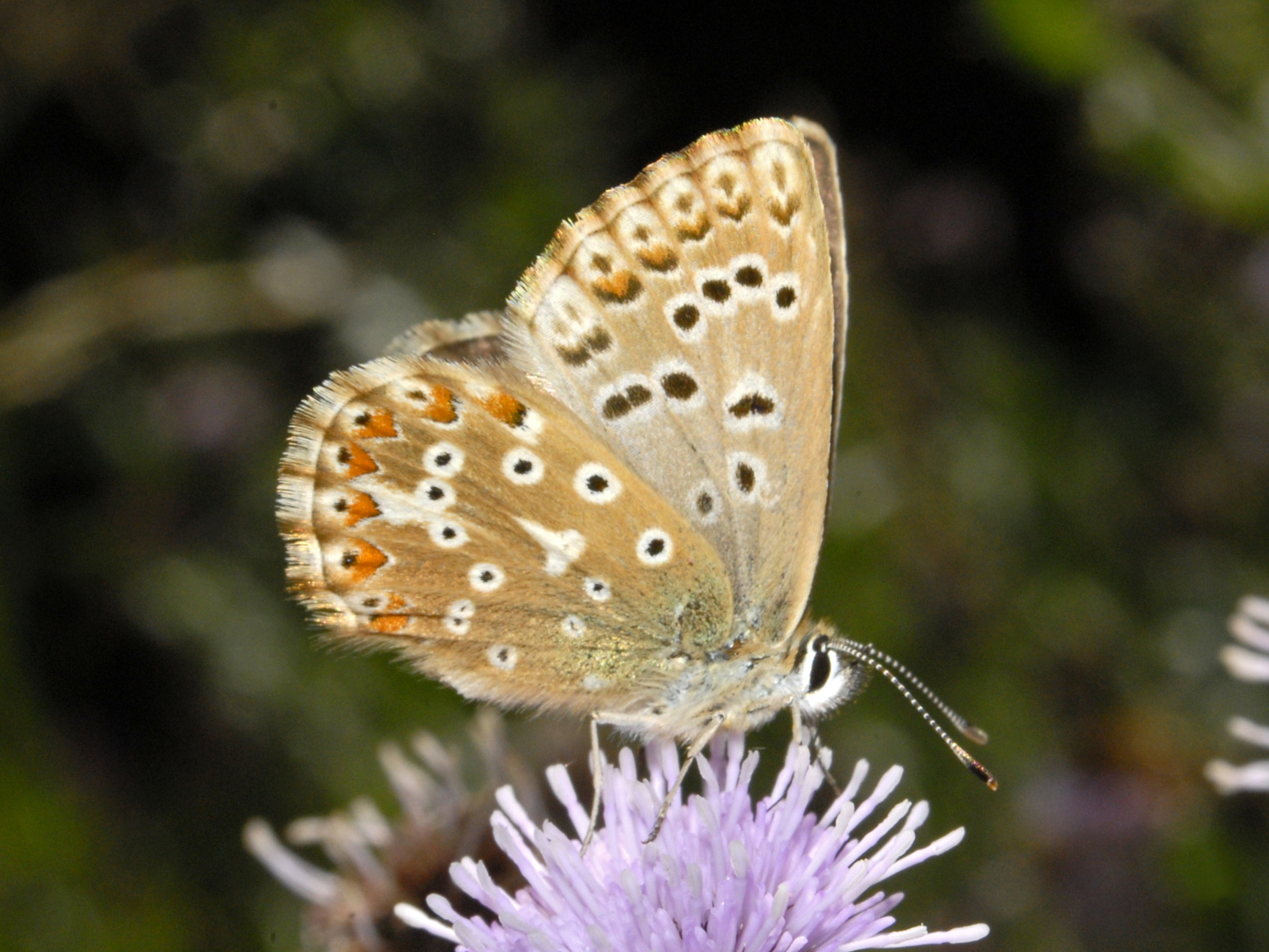
Revers de la femelle.

### Chenille
La chenille, petite et trapue, possède une tête rétractile noire et un corps vert avec deux bandes dorsales jaunes et sur les flancs une double ligne jaune.

## Biologie

### Phénologie
Il est univoltin mais volerait en deux générations en certains lieux. Suivant son lieu de résidence il peut voler de mai à octobre, juillet août en Espagne.

### Plantes hôtes et myrmécophilie
Hippocrepis comosa serait l'unique plante-hôte selon Tolman, mais d'autres Fabacées (des genres Vicia, Trifolium) seraient aussi consommées selon Carter.
Les chenilles sont soignées par des fourmis, Lasius niger, Lasius alienus, Lasius flavus, Plagiolepis vindobonensis, Formica rufa, Myrmica scabrinodis, Myrmica sabuleti, Myrmica schencki et Tetramorium caespitum.

## Distribution et biotopes

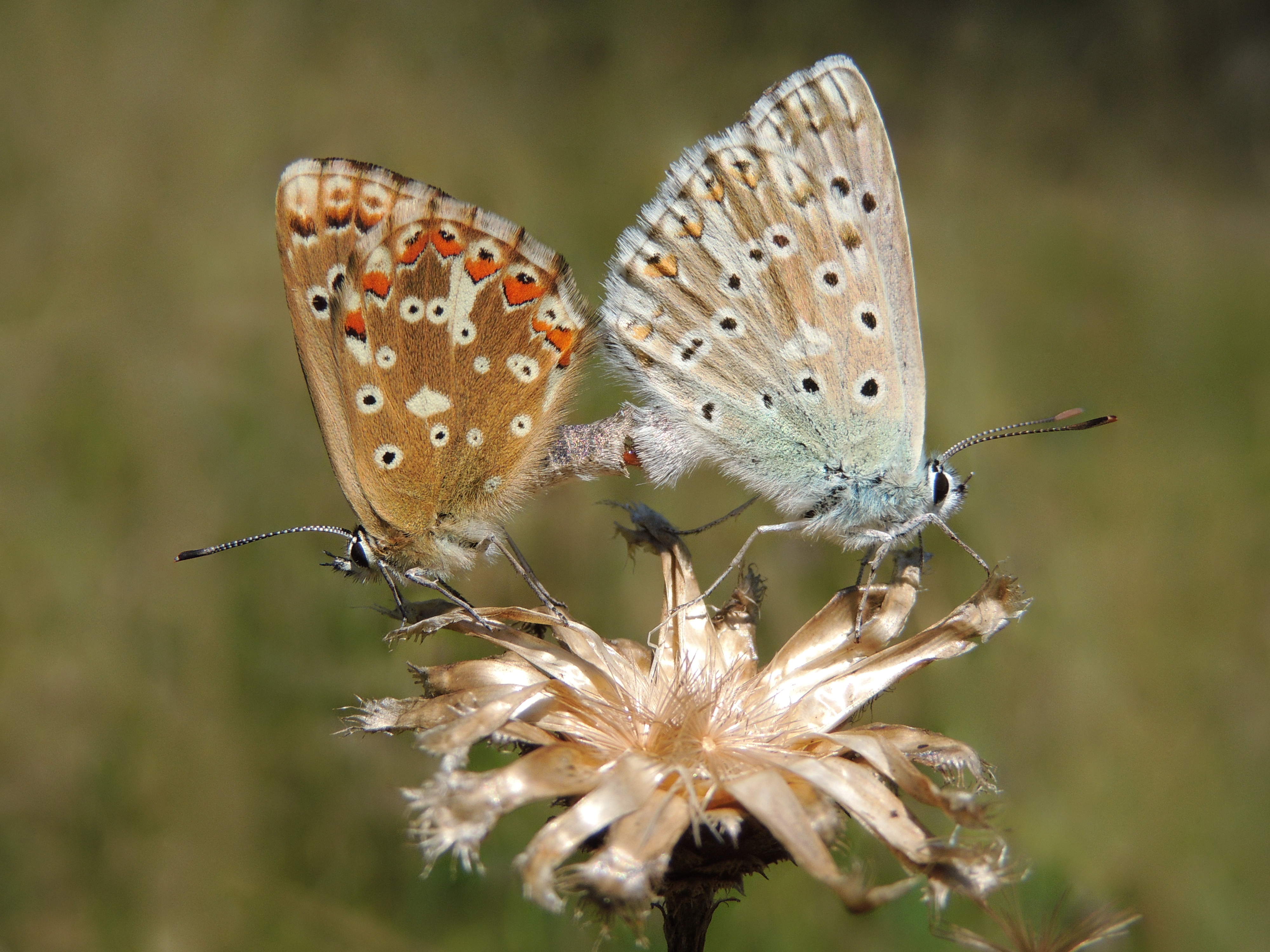
Accouplement (mâle à droite), Roumanie.

Lysandra coridon est présent dans le sud et le centre de l'Europe, en Asie Mineure, Ukraine et dans le sud de l'Oural,.
Il est présent dans tous les départements de France métropolitaine à l'exception du Finistère, des Côtes-d'Armor, de la Haute-Vienne, de la Creuse et des Landes.
En Grande-Bretagne, il est seulement présent dans le sud de l'île, en particulier sur les escarpements crayeux comme les Chilterns ; donc son nom anglais, « Chalk-hill Blue ».
L'espèce fréquente les friches fleuries, les lieux secs, presque toujours sur sols calcaires. La sous-espèce corse Lysandra coridon nufrellensis habite cependant sur sol cristallin.

## Systématique
L'espèce Lysandra coridon a été décrite en 1761 par le naturaliste autrichien Nicolaus Poda von Neuhaus, sous le nom initial de Papilio coridon,. 
Elle est l'espèce type du genre Lysandra Hemming, 1933.
On recense plusieurs synonymes et autres combinaisons, :
- Papilio coridon Poda, 1761 — Protonyme.
- Polyommatus coridon (Poda, 1761) — Combinaison assez répandue dans la littérature, de nombreux auteurs ayant traité Lysandra comme un sous-genre de Polyommatus.
- Lysandra philippi Brown & Coutsis, 1978  — Nom ayant désigné des populations du Nord de la Grèce, un temps considérées comme une espèce distincte sur la base d'un nombre chromosomique très différent[8], décompte qui s'est finalement avéré erroné[9].
- Polyommatus slovacus Vitaz, Balint & Zitnan, 1997  — Nom ayant désigné des populations slovaques, un temps considérées comme une espèce distincte sur la base d'un voltinisme différent (populations bivoltines plutôt qu'univoltines)[10]. Elles se sont finalement avérées génétiquement indiscernables des L. coridon locaux[11].

### Sous-espèces
De nombreuses sous-espèces ont été décrites. Toutes ne sont pas aujourd'hui retenues par la nomenclature, et certaines sont aujourd'hui considérées comme des espèces à part entière.
- Lysandra coridon asturiensis Sagarra, 1922
- Lysandra coridon borussia (Dadd, 1908)
- Lysandra coridon caelestissima (Verity, 1921), endémique d'Espagne, parfois considéré comme une bonne espèce sous le nom de Lysandra caelestissima
- Lysandra coridon gennargenti (Leigheb, 1987), endémique de Sardaigne, aujourd'hui considéré par la plupart des auteurs comme une bonne espèce sous le nom de Lysandra gennargenti
- Lysandra coridon graeca
- Lysandra coridon manleyi
- Lysandra coridon narbonensis
- Lysandra coridon nufrellensis (Schurian, 1977), endémique de Corse, parfois considéré comme une bonne espèce sous le nom de Lysandra nufrellensis

## Protection
Pas de statut de protection particulier au plan européen ou français, mais inscrit sur la liste des espèces déterminantes pour la région Poitou-Charentes.

## Philatélie
Ce papillon apparaît sur un timbre du Luxembourg, sorti le 27 septembre 2005 (valeur faciale : 1,80 €).